# Крачківська сільська рада
Крачкі́вська сільська́ ра́да — колишня адміністративно-територіальна одиниця та орган місцевого самоврядування в Маньківському районі Черкаської області. Адміністративний центр — село Крачківка.

## Загальні відомості
- Населення ради: 799 осіб (станом на 2001 рік)

## Населені пункти
Сільській раді були підпорядковані населені пункти:
- с. Крачківка

## Склад ради
Рада складалася з 12 депутатів та голови.
- Голова ради: Капелюшна Наталія Миколаївна
- Секретар ради: Чорненька Оксана Анатоліївна

### Керівний склад попередніх скликань
| Прізвище, ім'я, по батькові  | Основні відомості                                                             | Дата обрання | Дата звільнення |
| ---------------------------- | ----------------------------------------------------------------------------- | ------------ | --------------- |
| Мірошник Катерина Петрівна   | Сільський голова, 1964 року народження, позапартійна                          | 26.03.2006   | 31.10.2010      |
| Капелюшна Наталія Миколаївна | Сільський голова, 1976 року народження, освіта незакінчена вища, позапартійна | 31.10.2010   |                 |

Примітка: таблиця складена за даними сайту Верховної Ради України

### Депутати
За результатами місцевих виборів 2010 року депутатами ради стали:

#### За суб'єктами висування
| Суб'єкт висування                                       | Кількість обраних депутатів | %    |
| ------------------------------------------------------- | --------------------------- | ---- |
| Народна партія                                          | 5                           | 41,7 |
| Політична партія Всеукраїнське об'єднання «Батьківщина» | 3                           | 25   |
| Самовисування                                           | 3                           | 25   |
| Комуністична партія України                             | 1                           | 8,3  |

#### За округами
| № округу                                                | Прізвище, ім'я, по батькові  | Дата визнання обраним | Освіта           | Партійна приналежність                        | Відомості про обраного депутата                                |
| ------------------------------------------------------- | ---------------------------- | --------------------- | ---------------- | --------------------------------------------- | -------------------------------------------------------------- |
| Комуністична партія України                             |                              |                       |                  |                                               |                                                                |
| 12                                                      | Слободяник Наталія Василівна | 03.11.2010            | середня          | позапартійна                                  | Селищна рада, бухгалтер                                        |
| Народна Партія                                          |                              |                       |                  |                                               |                                                                |
| 2                                                       | Савченко Клавдія Дмитрівна   | 03.11.2010            | середня          | позапартійна                                  | фельдшерсько-акушерський пункт с. Крачківка, фельдшер          |
| 4                                                       | Коваленко Марія Петрівна     | 03.11.2010            | середня          | позапартійна                                  | Цукровийзавод, робоча                                          |
| 8                                                       | Карпенко Валентина Федорівна | 03.11.2010            | середня          | позапартійна                                  | Селищнарада, землевпорядник                                    |
| 10                                                      | Хлопетчук Алла Василівна     | 03.11.2010            | середня          | позапартійна                                  | фельдшерсько-акушерський пункт с. Крачківка, молодша медсестра |
| 11                                                      | Почапська Алла Іванівна      | 03.11.2010            | середня          | член Народної партії                          | ФГ Почапський"", бухгалтер                                     |
| Політична партія Всеукраїнське об'єднання «Батьківщина» |                              |                       |                  |                                               |                                                                |
| 1                                                       | Данюк Катерина Петрівна      | 03.11.2010            | середня          | член Всеукраїнського об'єднання «Батьківщина» | Магазин, продавець                                             |
| 5                                                       | Вара Олександр Іванович      | 03.11.2010            | середня          | член Всеукраїнського об'єднання «Батьківщина» | «ПетроВіт», водій                                              |
| 6                                                       | Козенна Олена Петрівна       | 03.11.2010            | вища             | член Всеукраїнського об'єднання «Батьківщина» | загальноосвітня школа с. Крачківка, вчитель                    |
| Самовисування                                           |                              |                       |                  |                                               |                                                                |
| 3                                                       | Капелюшний Василь Степанович | 03.11.2010            | середня          | позапартійний                                 | Будиноккультури, завідувач                                     |
| 7                                                       | Чорненька Оксана Анатоліївна | 03.11.2010            | незакінчена вища | позапартійна                                  | Селищнарада, секретар                                          |
| 9                                                       | Сіренко Лариса Анатоліївна   | 03.11.2010            | середня          | позапартійна                                  | тимчасово не працює                                            |